# (33722) 1999 NO
1999 أن أو (ويعرف أيضًا باسم (33722) 1999 أن أو وفق تسمية الكوكب الصغير) (بالإنجليزية: 1999 NO)‏ هو كويكب ضمن حزام الكويكبات؛ وترتيبه 33722 من حيث الاكتشاف.
اكتُشف هذا الجُرم الفلكي بواسطة جون بروفتون في 7 يوليو 1999.

## وصلات خارجية
- (33722) 1999 NO في قاعدة بيانات مختبر الدفع النفاث لأجرام النظام الشمسي الصغيرة

- الاكتشاف · مخطط المدار ·  العناصر المدارية · المعلمات المادية

- (33722) 1999 NO على موقع ويكي سكاي: DSS2, SDSS, GALEX, IRAS, Hydrogen α, X-Ray, Astrophoto, Sky Map, Articles and images